# Nago-Torbole
Nago-Torbole és un municipi de la província de Trento a Itàlia a la regió Trentino-Alto Adige, a uns 30 km al sud-oest de Trento a la riba nord del Llac Garda. El 2004 tenia 2,434 habitants.